# エフゲニー・ボトキン
エフゲニー・セルゲイヴィチ・ボトキン（ロシア語: Евге́ний Серге́евич Бо́ткин, ラテン文字転写: Yevgeny Sergeyevich Botkin、1865年3月27日 - 1918年7月17日）は、ロマノフ朝最後の皇帝ニコライ2世一家の主治医であった。アレクセイ皇太子が血友病に関連して発症した合併症の治療も行っていた。
元皇帝一家とともにエカテリンブルクのイパチェフ館に監禁され、1918年7月17日に彼らとともに殺害された。1981年に在外ロシア正教会によってソビエト政権による圧政の犠牲者として列聖された（新致命者）。

## 経歴

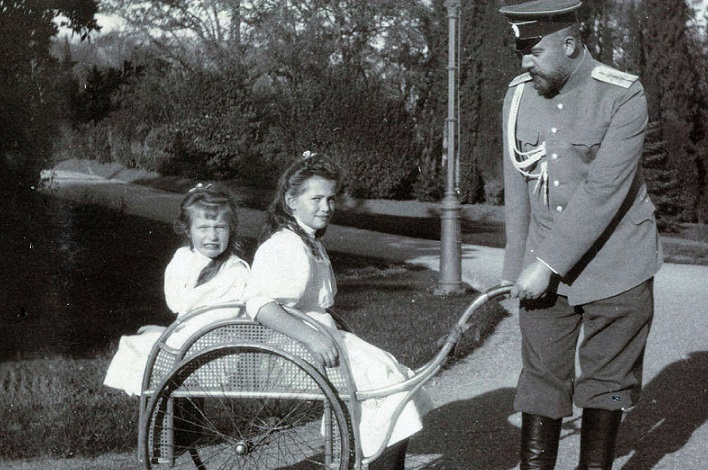
1909年頃。マリア皇女とアナスタシア皇女を乗せた車を引くボトキン博士

1865年3月27日にロシア帝国のサンクトペテルブルク県ツァールスコエ・セローにて、皇帝アレクサンドル2世とアレクサンドル3世の治世下にロシア皇室の主治医を務めたセルゲイ・ボトキンの息子として生まれた。父のセルゲイはトリアージを導入し、国内初の実験的医療の研究室や都市の貧困層に医療を提供するための医師グループを設立するなど、ロシア医学の発展に多大な影響を及ぼし、「ロシア医学の父」と称された著名な医師であった。
ボトキンはサンクトペテルブルク大学、ベルリン大学、ハイデルベルク大学で医学を学んだ。その後にサンクトペテルブルク市内にある病院の主治医に任命され、日露戦争では病院列車に乗って戦線でボランティアを務めた。
1908年に前任者の死亡に伴い、空席を埋めるためにボトキンはロシア皇室の主治医に任命された。彼とオリガ夫人の間には4人の子供（ディミトリ、ユーリ、タチアナ、グレブ）がいたが、この結婚生活はボトキンの皇室に対する長時間の献身が原因で崩壊した。オリガは子供達のドイツ語教師と不倫するようになり、離婚を申請して許可された。ボトキンはしぶしぶ離婚に同意し、子供達の親権を保持した。
ボトキンはニコライ2世から友人とみなされていた。アレクサンドラ皇后とは多くの場合は彼女の母国語であるドイツ語で話し、外国の要人が彼女と接見する時は彼が時々通訳を担当した。心臓病を患うアレクサンドラの治療法について明確な考えを持ち、矛盾を嫌う彼女にとって完璧な医師であった。
ロマノフ王朝300年祭が開催された1913年にはチフス菌が含まれる水を用いて作られたオレンジエードを飲んだタチアナ皇女が腸チフスに感染してしまい、彼女を治療していたボトキンも病気に感染してしまった。数週間危篤状態が続いたものの、一命を取りとめた。
第一次世界大戦に従軍したディミトリが1914年12月に死亡してからは以前にも増して宗教的になっていき、末の息子のグレブによると「情欲の高まりを嫌悪していた」という。
家庭生活を重視して上流社会から孤立していた皇帝夫婦にとっては数少ない信頼の置ける忠臣の一人だったが、思想的には帝国主義を嫌うリベラル思考の持ち主であった。また、皇帝夫婦や皇帝の子供達と強い信頼関係を築いたグリゴリー・ラスプーチンとは仲良くすることを拒否した。

## 監禁と死

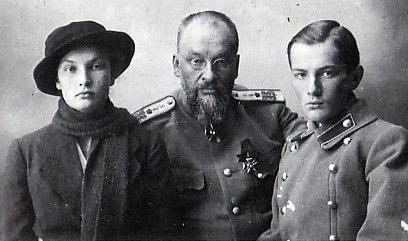
1918年春にトボリスクで息子グレブ、娘タチアナと共に撮影。最後の家族写真

1917年の二月革命後にツァールスコエ・セローのアレクサンドロフスキー宮殿で自宅軟禁下に置かれ、同年8月にシベリアのトボリスクに追放された元皇帝一家と一緒に幽閉生活を送った。ボトキンは一家に同行することが患者である彼らに対する責任だけでなく、国のために自分が果たすべき使命であると考えていた。
一家が1918年4月26日から4日間かけてトボリスクからエカテリンブルクへ移送された時もニコライ2世、アレクサンドラ、マリアと他のわずかな従者に同行した。トボリスクに一緒に滞在していた彼の2人の子供、タチアナとグレブはこの時には同行が許されなかった。ボトキンは一家が同行を希望したメンバーには当初は入っていなかったものの、ニコライ2世夫婦がエカテリンブルクへ行くと聞いて最初に同行する意思を表明した。子供との別れが不安ではないのかと聞いたアレクサンドラに対し、自分にとって両陛下は常に何ものにも代えがたい大切な存在だと答えた。アレクサンドラはいたく感動し、涙を流して心から彼に感謝した。タチアナとグレブはこの後に父の後を追ってエカテリンブルクまで移動するための許可を申請したが、却下された。
エカテリンブルクのイパチェフ館で過ごした78日間の多くの夜をトランプをするなどして、ニコライ2世夫婦と一緒に過ごした。6月23日にボトキンはモルヒネ注射を必要とするほど深刻な疝痛の再発に苦しみ、この激しい痛みは5日間続いた。注射は看護技術を持ち、元皇帝夫婦の2番目の娘であるタチアナに依頼した。7月16日午後に新任の警護隊長ヤコフ・ユロフスキーが長い監禁生活の間にアレクセイを楽しませ続けてきた14歳の皿洗いの少年、レオニード・セドネフが館から去ったと明かした。実はロマノフ家のメンバーと一緒に彼を殺したくなかったために警護兵が少年をイパチェフ館から通りの向かいの宿舎へ引っ越させていた。しかし、殺人の計画を知らないロマノフ一家はセドネフの不在に怒っていた。ボトキンはタチアナと一緒に夕方にユロフスキーのオフィスまで出向き、セドネフを復帰させるように要求した。ユロフスキーはセドネフは直ぐに戻ってくると伝えることで2人を宥めようとした。
1918年7月17日午前1時半頃、ボトキンは彼の部屋に入室したユロフスキーに起こされ、エカテリンブルク市内の情勢が不穏なので、ただちに着替えて地下2階に避難するように一家に伝えろと命じられた。ユロフスキーは一家を急がせたわけではなく、洗顔と着替えに30分かけることを許した。その後にユロフスキーが先頭に立って一家を地下へ連れて降りた。
自分とアレクセイのための椅子を求めていたアレクサンドラは彼女の息子の左側に座った。ニコライ2世はアレクセイの後ろに立った。ボトキンはニコライ2世の右側に立ち、4人の皇女（オリガ、タチアナ、マリア、アナスタシア）や他の3人の従者（メイドのアンナ・デミドヴァ、フットマンのアレクセイ・トルップ、料理人のイヴァン・ハリトーノフ）はアレクサンドラの後ろに立った。銃殺隊が入室し、彼らを指揮するユロフスキーが手短に殺害の実行を発表した。一家や従者達はしばらく言葉にならない叫び声を上げていた。
ニコライ2世は最初に殺害されたが、ボトキンはその直前に自分が盾となり、最初の弾丸を受けて負傷したと言われている。あるいはアレクサンドラを守ろうとして飛び出したという説もある。最初の一斉射撃が終了した後、瀕死の重傷を負って横たわっていたボトキンは2時10分頃にとどめの銃弾を浴びて死亡した。53歳没。最初の2発は腹部に浴び、3発目は足に浴びた。そして、額にも銃弾を浴びた。
銃殺後、ユロフスキーはボトキンの部屋から最後の文書を押収した。
| 「 | 私の敬愛する良き友、サーシャ。この手紙を、少なくともここから書く最後の試みをしている。もっともこれは全く余計なことだとは思うが。場所がどこであれ、相手が誰であれ、今まで手紙を書くような運命にあったとは思っていない。私は自発的にここに幽閉されたが、それは私の地上の存在が限定されているほどには、時間によって制限されていない。私は死んだも同然だ、子供達や仕事のために死んだのだ。だがまだ葬られていない、あるいは生きながら埋められたか。どうとってもらっても構わぬ。行き着く先はどちらも同じことだ。･･･一昨日、ゆったりした気持ちで大好きなサルトィコフ＝シチェドリンの本を読んでいると、不意に小さく小さく縮小された息子ユーリの顔のようなものが見えたのだが、それが死んで、横たわって目を閉じているのだ。昨日も、まだ同じ本を読んでいると、不意に何かの声が聞こえた。私にはそれが「パプーリャ（お父さん）」と聞こえた。私は声を上げて泣き出しそうになった。またしても―これは幻覚ではない。言葉は発せられていたのだし、声は似ていたからだ。これはトボリスクにいるはずの私の娘が言ったのだと、一瞬も疑わなかった。私は、おそらく、子供達があれほど喜ばせてくれた、私の耳に心地良いあの声と、私にとって貴重なあの愛撫を、もう聞くことはないだろう。･･･（主は）私の最後の決断もこれが正しいと認めてくれるであろう。アブラハムが彼の唯一人の息子を犠牲にしてしまう神の要求に躊躇しなかったように、私が最後まで医師としての義務を遂行するために子供を孤児にしてしまうのもためらわなかったあの決断がである。 | 」 |

白軍が1年以上を費やして調査を実施したが、殺害された11人の遺体はついに見つけられなかった。その代わりにボトキンが装着していた義歯や医師のものと見られる1本の指が発見されており、ボトキンの死亡に関してはおおむね確実視された。

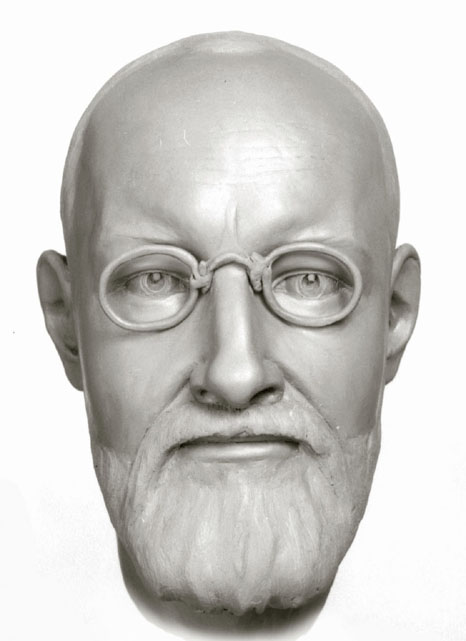
1994年。復顔術によって生前の姿に顔面が再建された

## 死後の再評価
7月17日の他の殺人被害者と同じく1981年に在外ロシア正教会によって列聖された。
タチアナの息子、コンスタンティン・メルニークおよびその孫娘は1998年7月17日にサンクトペテルブルクのペトル・パウェル大聖堂で執り行われた80年前にイパチェフ館で亡くなったニコライ2世一家とその従者のための葬儀に出席した。
2009年10月16日にロシア連邦検察庁はボトキンら従者を含めたボリシェヴィキによる赤色テロの犠牲者52名の名誉の回復を発表した。